# Borrowed Plumage
Borrowed Plumage er en amerikansk stumfilm fra 1917 af Raymond B. West.

## Medvirkende
- Bessie Barriscale som Nora.
- Arthur Maude som Darby O'Donovan.
- Dorcas Matthews som Lady Angelica.
- J. Barney Sherry som Jarlen av Selkirk.
- Wallace Worsley som Sir Charles Broome.